# セルース・スカウツ

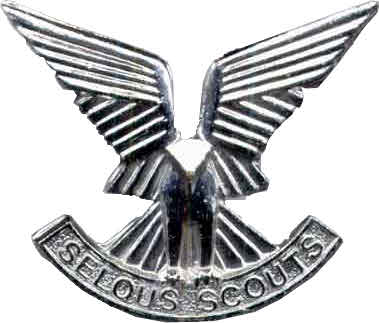
セルース・スカウツのキャップバッチ

セルース・スカウツ（Selous Scouts）は、ローデシア軍の特殊部隊。シンボルマークは部隊章にもなった鶚（みさご）。同じく精鋭部隊であるローデシアSASと違い黒人、白人と多様な人種で構成された部隊であり、モットーは、ショナ語で"PAMWE CHETE!"（意味は「みんな一緒に！」）。

## 概要
セルース・スカウツは、ローデシア警察の諜報機関「スペシャル・ブランチ」の抗反乱隊に起源を持つ。この部隊は、SASなど軍の部隊も関与していた。1973年、先述の抗反乱隊に参加した警官や兵士らを基盤に軍内部に正式に創設された。指揮官に任命されたのはロン・レイド・デイリー少佐。部隊の名前は、20世紀初頭にアフリカで活躍したハンターで探検家のフレドリック・セルースに因んで命名されたものである。兵力は1974年3月時点で約120人、最終的には1,800人に達しその内約900人が黒人だった。         
ゲリラに偽装してのコンバット・トラッキング、偵察、諜報活動、おとり作戦が専門で、隊員らは限られた武器・弾薬と水だけを携行して任務にあたっていた。また、白人隊員は白人であることを悟られないよう、肌を黒く塗るなどの変装していた。               
また、ゲリラを説得・転向させる任務も行っており、この部隊が転向させたもしくは他の部隊により転向した元ゲリラが隊員になるケースもあった。